# 铲鲟号潜艇 (SS-295)
铲鲟号潜艇 (SS-295)是美国海军巴劳鱵级潜艇中的一艘。 与其他二战中的美军潜艇一样，该舰使用鱼名作为舰名。铲鲟是一种淡水鲟鱼。
铲鲟号于1943年5月30日在费城的建造厂装配完毕下水。该舰于1944年11月7日正式服役。首任舰长为海军少校Frederick E. Janney。 
在本土训练完成之后铲鲟号在1945年1月25日驶向珍珠港。在那里，它将继续参与作战训练。3月6日，铲鲟号离开珍珠港开始了第一次战斗巡航。
此时已接近二战的尾声，日本的运输船队在盟军的打击下已经是日落西山。因此，铲鲟号开始并未发现任何合适的攻击目标。但是，就在它的首次作战巡航中，它为击沉日本大和号战列舰起了关键性的作用。
1945年4月6日，在丰后水道海域巡弋时，铲鲟号在雷达上发现25000尺外有一支高速移动的舰队。 于是，它将这个发现以电报告知珍珠港的同时试图靠近这一舰队。铲鲟号三次靠近至舰队13000尺的距离 ，但是该特混舰队的驱逐舰将其驱离有效攻击位置。这只舰队即由大和号所率领的支援冲绳的特混舰队。铲鲟号虽未能对这支舰队发动攻击，但是在第二天，即4月7日，得到了潜艇报告的美军在坊之岬海戰中将大和号与另六艘日军舰艇击沉。
在初次巡航剩下的时间里，铲鲟号没有获得什么战果。虽然期间它发现了两艘小型作战舰艇并与其交火，不过在发现它们试图引诱自己靠近海岸的时候，铲鲟号放弃了攻击。之后，该舰驶于4月下旬往中途岛休整。
5月21日，铲鲟号开始了第二次战斗巡航。这次任务中，铲鲟号配合攻击日本本土的航空母舰在先岛群岛海域巡弋。其主要任务是作为救生艇在该海域巡视。6月22日，它救起一名落水的飞行员。之后，7月7日，在受到来自岛屿的攻击后，铲鲟号靠近该岛并对岸上射击。7月12日，该舰至关岛休整。
8月14日，在铲鲟号第三次巡航中收到了非官方的电报：“东京同意了”意为日本接受了无条件投降的要求。8月16日，该舰驶向中途岛。太平洋战争结束之后，铲鲟号在中途岛停留了两个星期；然后，踏上返回本土的航程并于同年9月11日抵达旧金山。
铲鲟号在1946年3月20日退役并封存在瓦列霍的野兔岛海军基地。1967年铲鲟号从海军除役，1968年12月4日，该舰被卖给一家钢铁公司拆解。

## 外部連結
32°38′N 132°22′E / 32.633°N 132.367°E